# Paul A. Marks
Paul Alan Marks (* 16. August 1926 in New York City, New York; † 28. April 2020 ebenda) war ein US-amerikanischer Mediziner und Krebsforscher.
Marks studierte an der Columbia University mit dem Bachelor-Abschluss 1945 und an der Columbia University Medical School (M. D. 1949) und absolvierte seine Facharztausbildung am Presbyterian Hospital. Er war 1953 bis 1955 am National Institute of Arthritis and Metabolic Diseases der National Institutes of Health und ab 1955 Instructor und ab 1957 Associate Professor an der Columbia University Medical School (College of Physicians and Surgeons), an der er 1967 Professor wurde. 1961 bis 1974 war er Leiter der Ausbildung  in Hämatologie. 1967 bis 1982 war er Professor für Medizin (Frode Jensen Professor) und 1969 bis 1982 war er Professor für Humangenetik und Entwicklung und 1970 bis 1973 war er Dekan der Medizinischen Fakultät.  1973 bis 1980 war er Direktor des Comprehensive Cancer Center der Universität. Außerdem war er Vizepräsident für Health Science. 1980 wurde er Präsident und CEO des Sloan Kettering Cancer Center, was er bis 1999 blieb. Auch danach blieb er dem Sloan Kettering Center verbunden. Ab 1982 war er auch Professor an der Cornell University.
1961/62 war er Gastwissenschaftler am Institut Pasteur.
Er befasste sich mit Zellentwicklung, Humangenetik, Proteinsynthese, Hämatologie und Onkologie (Tests von Chemotherapeutika). In den 2000er Jahren befasste er sich unter anderem mit Histon-Deacetylasen (HDAC) als Ansatzpunkt für Chemotherapeutika bei Krebs (Trichostatin A, Vorinostat).
1990 erhielt er die National Medal of Science. Er war Mitglied der National Academy of Sciences, des Institute of Medicine, der American Academy of Arts and Sciences (seit 1972) und der American Philosophical Society (seit 2007). Er ist Ehrendoktor der Universität Tel Aviv, der Hebräischen Universität in Jerusalem und in Urbino.
Nach ihm ist der Paul Marks Prize for Cancer Research des Memorial Sloan Kettering Cancer Center benannt, der seit 2001 alle zwei Jahre vergeben wird.
Er war Herausgeber des Journal of Clinical Investigation.